# Guspini
Guspini (en sard, Gùspini) és un municipi italià, situat a la regió de Sardenya i a la província de Sardenya del Sud. L'any 2004 tenia 12.560 habitants. Es troba a la regió de Monreale. Limita amb els municipis d'Arbus, Gonnosfanadiga, Pabillonis, San Nicolò d'Arcidano (OR) i Terralba (OR).